# Seconda battaglia di Char'kov
La Seconda battaglia di Char'kov venne combattuta nel maggio del 1942 sul Fronte orientale della seconda guerra mondiale tra le forze dell'Armata rossa, che avevano sferrato un potente attacco nel settore meridionale del fronte con l'obiettivo di riconquistare la grande città ucraina di Char'kov e le truppe della Wehrmacht che a loro volta stavano organizzando in quello stesso settore la loro offensiva generale d'estate (operazione Blu).
Dopo alcune fasi drammatiche dall'esito alterno, le Panzer-Division tedesche passarono al contrattacco e isolarono le forze attaccanti che furono completamente accerchiate e quasi totalmente distrutte anche a causa di gravi errori di comando da parte dei dirigenti politico-militari sovietici.
La pesante sconfitta in questa battaglia e le gravi perdite subite indebolirono gravemente lo schieramento dell'Armata Rossa nel settore meridionale del fronte e crearono condizioni favorevoli ai tedeschi che poterono raggiungere rilevanti successi durante la successiva offensiva dell'estate 1942 in direzione del Caucaso e di Stalingrado.

## Fronte Orientale 1942

### Pianificazione sovietica e decisioni di Stalin
Dopo il successo raggiunto nella battaglia di Mosca l'Armata Rossa aveva sferrato durante l'inverno del 1941-1942 una serie di offensive in tutti i settori principali del grande Fronte orientale. Nonostante le difficoltà logistiche causate dal rigido clima invernale e dalla carenza di mezzi, Stalin aveva imposto ai più prudenti generali dello Stavka di continuare ad attaccare nella speranza di provocare un crollo definitivo della Wehrmacht o almeno di logorare in modo irreversibile le forze nemiche già molto provate dai duri combattimenti alle porte della capitale.
L'offensiva sovietica invernale si frantumò in una serie di costosi attacchi frontali che misero in grave difficoltà il fronte tedesco ma che non riuscirono ad ottenere un successo strategico decisivo ed al contrario costarono dure perdite ai sovietici e logorarono uomini e mezzi già indeboliti dalla catastrofiche sconfitte dell'estate 1941. A nord Leningrado rimase accerchiata dalle forze tedesco-finlandesi nonostante una serie di tentativi di sblocco; al centro l'Armata Rossa guadagnò molto terreno a ovest di Mosca ma alla fine venne fermata dalla tenacia e dall'abilità tattiche delle forze tedesche. Nel settore meridionale il maresciallo Semën Timošenko, comandante della "Direttrice strategica Sud-occidentale", aveva attraversato il Donec nel gennaio 1942 per attaccare verso Char'kov e la ferrovia Dnepropetrovsk-Stalino. In questo settore del fronte i combattimenti si prolungarono fino a marzo con particolare asprezza, i sovietici costituirono un'ampia testa di ponte a ovest di Izjum e misero in difficoltà il Gruppo d'armate Sud, ma alla fine la resistenza dei capisaldi di Balakleja e Slavjansk e l'afflusso di riserve permise alla 6ª Armata del generale Friedrich Paulus ed alla 1ª Panzerarmee del generale Ewald von Kleist di superare la crisi e stabilizzare il fronte. I sovietici rimasero in possesso del vasto saliente di Izjum a ovest del Donec che minacciava la grande città di Char'kov.

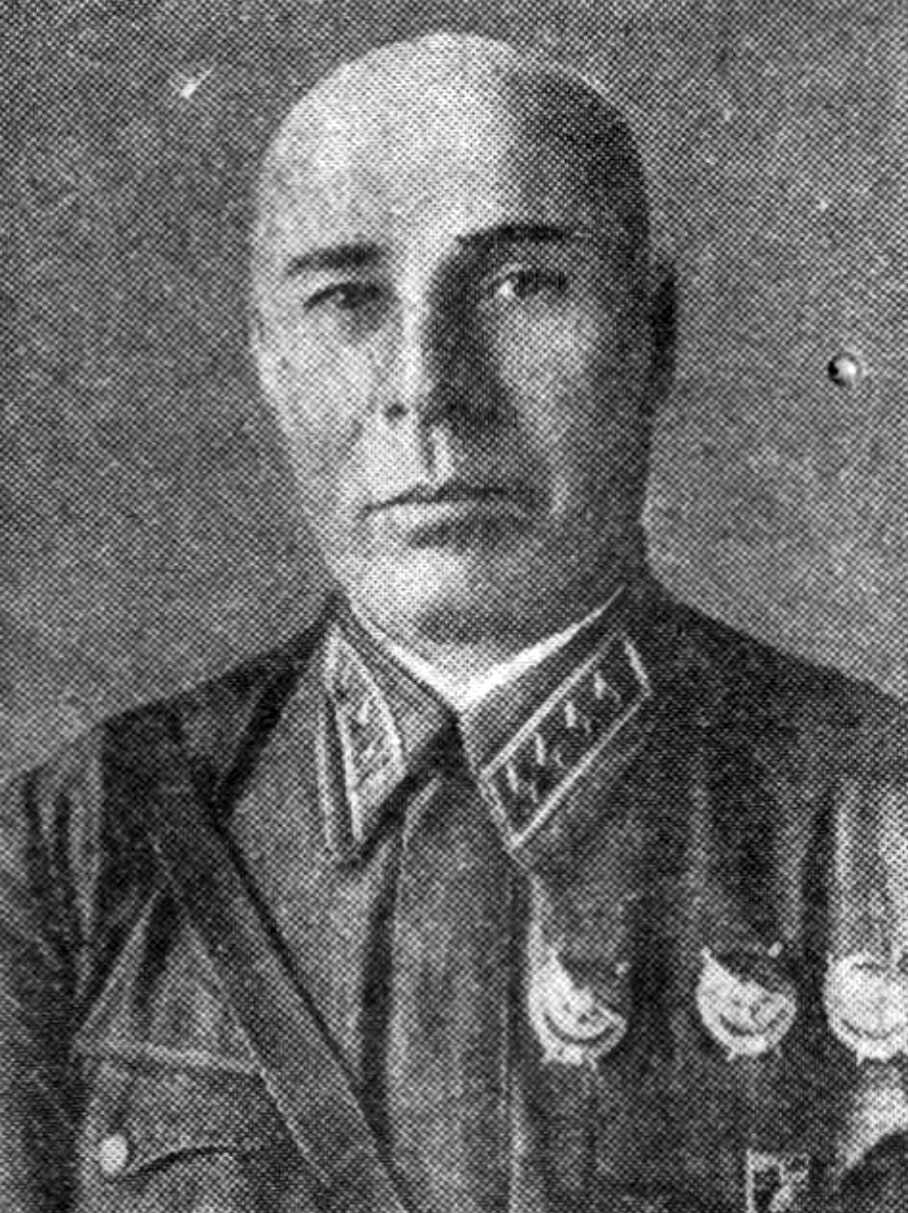
Il maresciallo Semën Timošenko, comandante delle truppe sovietiche nella seconda battaglia di Char'kov

Con l'arrivo della primavera Stalin e l'alto comando sovietico dovettero constatare che l'esercito tedesco era riuscito ad evitare una ritirata incontrollata ed aveva mantenuto gran parte delle sue posizioni; quindi si trovarono di fronte alla reale possibilità di una nuova grande offensiva estiva della Wehrmacht. Durante le riunioni per stabilire le decisioni strategiche fondamentali per il proseguimento della guerra contro la Germania, si evidenziarono valutazioni ampiamente discordanti: mentre il maresciallo Boris Šapošnikov, Capo di stato maggiore, ed il generale Aleksandr Vasilevskij ritenevano inevitabile, a causa della carenza di mezzi e della necessità di riorganizzare e riequipaggiare l'Armata Rossa, passare sulla difensiva ed attendere l'attacco tedesco su posizioni predisposte, Stalin, dubbioso sulla capacità del suo esercito di resistere ad una nuova offensiva generale tedesca, prese in considerazione una serie di offensive parziali in numerosi settori del fronte per anticipare i piani nemici ed esaurirne le forze.
Inoltre alla metà di marzo il maresciallo Timošenko, al comando della "Direzione strategia Sud-occidentale" (che controllava il Fronte Sud-Ovest ed il Fronte Sud del generale Rodion Malinovskij), propose a Stalin ed alla Stavka un ambizioso piano di offensiva generale nel settore meridionale con il coinvolgimento anche del Fronte di Brjansk del generale Filipp Golikov con l'obiettivo di sconfiggere il Gruppo d'armate Sud tedesco e raggiungere la linea Gomel-Kiev-Čerkasy-Nikolaev. Questo grande progetto venne però ritenuto irrealizzabile da Stalin e dall'alto comando e quindi il maresciallo Timošenko presentò una nuova proposta per un attacco a tenaglia da Izjum e da Volčansk con l'obiettivo di riconquistare l'importante centro logistico di Char'kov; in caso di successo le forze sovietiche avrebbero poi potuto proseguire verso Dnepropetrovsk e Zaporož'e. Stalin approvò questo piano più modesto che coinvolgeva solo il Fronte Sud-Ovest e parte del Fronte Sud; l'offensiva quindi venne stabilita per il mese di maggio.

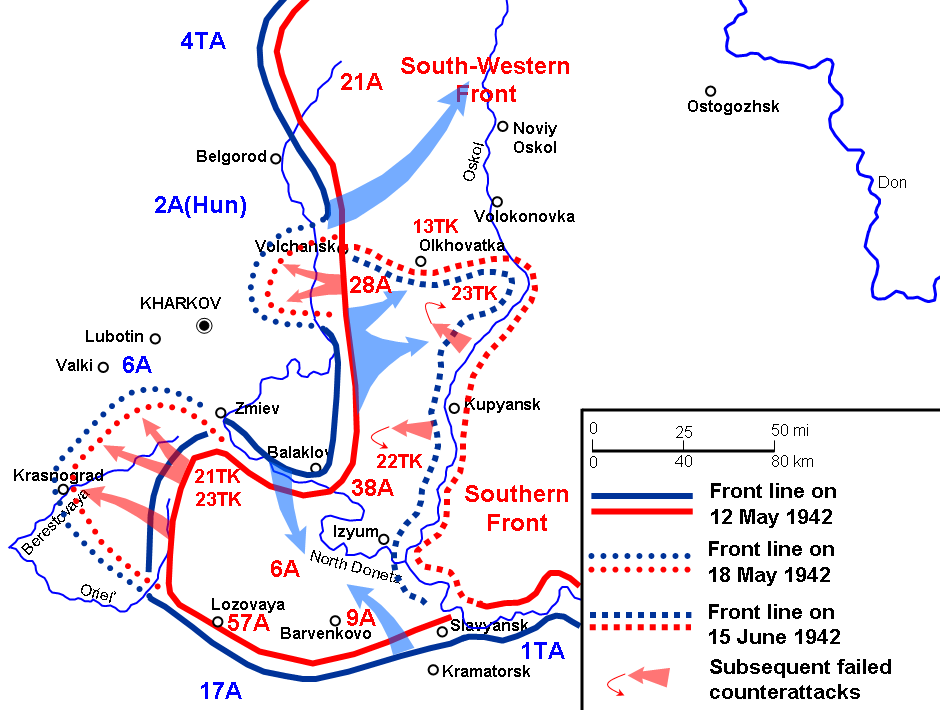
Carta delle operazioni nella seconda battaglia di Char'kov.

Mentre veniva studiato questo piano Stalin approvò anche una serie di altre offensive secondarie con l'obiettivo di liberare Leningrado e la Crimea e di sconfiggere le forze tedesche a ovest di Mosca; il generale Žukov in particolare, pur condividendo in parte le valutazioni prudenti del maresciallo Šapošnikov, sostenne fortemente quest'ultimo progetto. Alla fine di marzo si tenne la riunione decisiva: Stalin respinse bruscamente i programmi del maresciallo Šapošnikov e insistette sui piani di offensive parziali per logorare preventivamente i tedeschi e sollecitò il rafforzamento del settore di Mosca su cui era previsto l'attacco principale tedesco. Il maresciallo Šapošnikov si mostrò poco risoluto e preferì non contraddire il dittatore, quindi tutti i piani di attacchi parziali vennero confermati, in particolare il progetto di offensiva del maresciallo Timošenko in direzione di Char'kov.
Il piano del maresciallo Timošenko prevedeva di impiegare forze molto consistenti equipaggiate con circa 1 200 carri armati moderni e sostenute da oltre 900 aerei; l'attacco sarebbe stato sferrato da due direzioni per convergere a tenaglia su Char'kov, quartier generale avanzato della 6ª Armata tedesca. A nord avrebbero attaccato la 28ª Armata del generale D. I. Rjabisev e la 21ª Armata del generale V. N. Gordov con sei divisioni fucilieri e quattro brigate corazzate, rinforzate a sud dalla 38ª Armata del generale K. S. Moskalenko. Il 3º Corpo di cavalleria della Guardia del generale V. D. Krjušenkin sarebbe stato impegnato come forza di sfruttamento in profondità per attaccare Char'kov da nord-est. L'offensiva principale sarebbe però stata sferrata a sud, dal saliente di Izjum dove sarebbero state concentrate la potente 6ª Armata del generale A. M. Gorodnianskij, il "gruppo Bobkin" e la 57ª Armata del generale K. P. Podlas (quest'ultima appartenente al Fronte Sud) con ventisei divisioni di fucilieri, sei divisioni di cavalleria e quattordici brigate corazzate per attaccare Char'kov e Poltava da sud-est. Le forze di sfruttamento erano costituite dal 6º Corpo di cavalleria del generale Noskov e soprattutto dal 21º Corpo carri del generale G. I. Kuzmin e dal 23º Corpo carri del generale W. G. Puškin. Si trattava di un raggruppamento potente ma che stava per attaccare proprio in un settore dove erano concentrate una serie di formazioni tedesche moderne e ben equipaggiate, in preparazione dell'offensiva estiva della Wehrmacht.

### Progetti di Hitler per una nuova offensiva estiva all'est

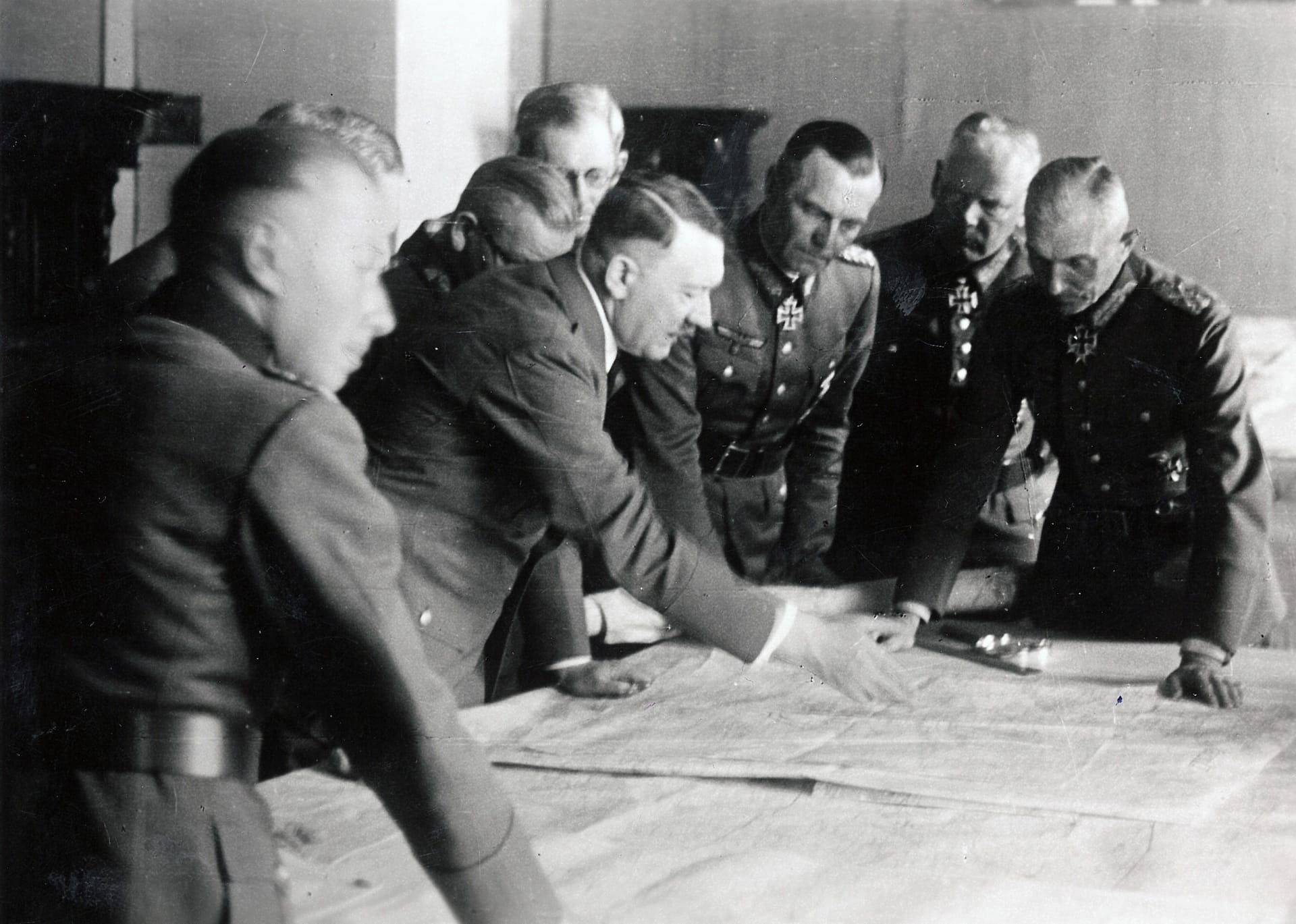
Lo Stato maggiore del Gruppo d'armate Sud a colloquio con Adolf Hitler. Si riconoscono alla sinistra del Führer: il generale Friedrich Paulus, il generale Eberhard von Mackensen ed il feldmaresciallo Fedor von Bock.

Il 5 aprile 1942 Adolf Hitler diramò la sua Direttiva strategica N. 41 in cui, considerando conclusa con una vittoria difensiva di grande importanza la battaglia d'inverno successiva alla battaglia di Mosca, delineava le linee strategiche e gli obiettivi operativi della nuova grande offensiva d'estate della Wehrmacht sul fronte est. Il progetto (operazione Blu) prevedeva di concentrare un forte raggruppamento strategico nel settore meridionale del fronte orientale per distruggere le forze sovietiche nell'area e raggiungere obiettivi politici, economici e strategici decisivi con la conquista del Donbass, del Kuban', del Caucaso e della regione del Volga, compresa l'importante città di Stalingrado. Hitler considerava indebolita in modo irreversibile l'Armata Rossa dopo i suoi costosi e fallimentari attacchi invernali e quindi contava di raggiungere questi obiettivi e forse anche di provocare un crollo generale della resistenza sovietica.

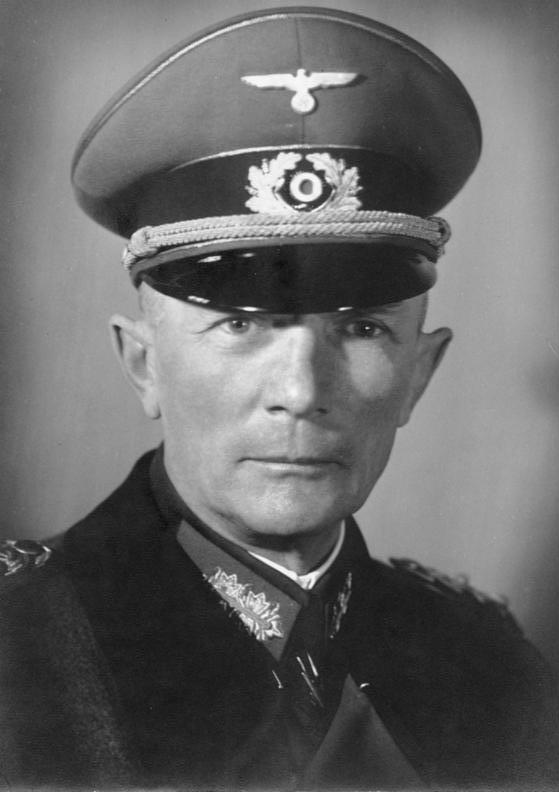
Il feldmaresciallo Fedor von Bock, comandante del Gruppo d'armate Sud.

A livello dell'alto comando tedesco l'ottimismo di Hitler non era condiviso dal capo di stato maggiore generale Franz Halder e da altri generali che evidenziavano le gravi perdite di uomini e materiali subite dall'esercito tedesco e alcune importanti carenze organizzative e logistiche che avrebbero potuto intralciare gli ambiziosi piani del Führer. Nonostante questi dubbi gli alti comandi non si opposero in modo concreto ai progetti di Hitler e quindi durante la primavera l'esercito tedesco procedette al rafforzamento ed al riequipaggiamento delle forze destinate a sferrare l'operazione Blu (Blau). In una fase preliminare i piani tedeschi prevedevano una serie di operazioni locali per migliorare le posizioni tattiche di partenza sul fronte e per risolvere alcune situazioni operative che si prolungavano dal periodo invernale. Questi progetti preliminari stabilivano la distruzione delle forze sovietiche schierate nella penisola di Kerč' in Crimea (operazione Trappenjagd, "caccia all'ottarda"), la conquista di Sebastopoli (operazione Störfang, "cattura dello storione") e soprattutto l'eliminazione del saliente di Izjum sulla riva occidentale del Donec che minacciava il centro strategico di Char'kov e impediva un corretto schieramento delle forze tedesche in vista dell'operazione Blu.
Nella seconda metà di aprile quindi il Gruppo d'armate Sud, passato al comando del feldmaresciallo Fedor von Bock dopo la morte improvvisa per cause naturali del feldmaresciallo Walter von Reichenau studiò il piano della operazione Fridericus per schiacciare il saliente di Izjum con un attacco a tenaglia da nord, nel settore di Balakleja, con un gruppo corazzato della 6ª Armata rinforzata del generale Paulus e da sud, nel settore di Slavjansk, con il raggruppamento del generale von Kleist (1ª Panzerarmee e 17ª Armata). In realtà mentre studiavano il piano "Fridericus" ed i successivi piani "Friderius II" e "Westerwind" per l'attacco nel settore di Volčansk, i generali tedeschi temevano la possibile interferenza dei sovietici di cui erano state identificate manovre e rafforzamenti proprio nello stesso settore del Donec. Questi segnali furono confermati fin dal 10 aprile da una valutazione generale della situazione sul fronte est presentata dal generale Reinhard Gehlen, il nuovo e capace responsabile del Fremde Heeres Ost, il servizio informazioni dell'esercito per il fronte orientale. Il generale Gehlen nel suo rapporto escluse un Gesamtangriff sovietico (offensiva generale) ma scrisse di possibili Teilangriffen (attacchi parziali di disturbo) e soprattutto di un Charkowangriff nel settore di Izjum per riconquistare Char'kov. Il generale Gehlen confermò queste valutazioni il 1º maggio con un secondo rapporto in cui parlò di Zermubungsangriffen, attacchi di logoramento sovietici in una serie di settori del fronte, tra cui il saliente di Izjum.
Nonostante i timori del feldmaresciallo von Bock di essere anticipato da un attacco preventivo sovietico sul Donec, Hitler ed il generale Halder tuttavia si mostrarono fiduciosi e convinti che la presenza di potenti forze corazzate tedesche in fase di concentramento nell'area permettessero di sferrare l'operazione "Fridericus" e di risolvere possibili situazioni di emergenza. A causa delle richieste di forze aeree per il settore della Crimea e di ritardi organizzativi, l'operazione "Fridericus", inizialmente prevista per il 22 aprile e poi per il 1º maggio, dovette però essere rinviata al 18 maggio e quindi venne anticipata dalla massiccia e sorprendente offensiva del maresciallo Timošenko.

## La battaglia

### L'attacco sovietico verso Char'kov

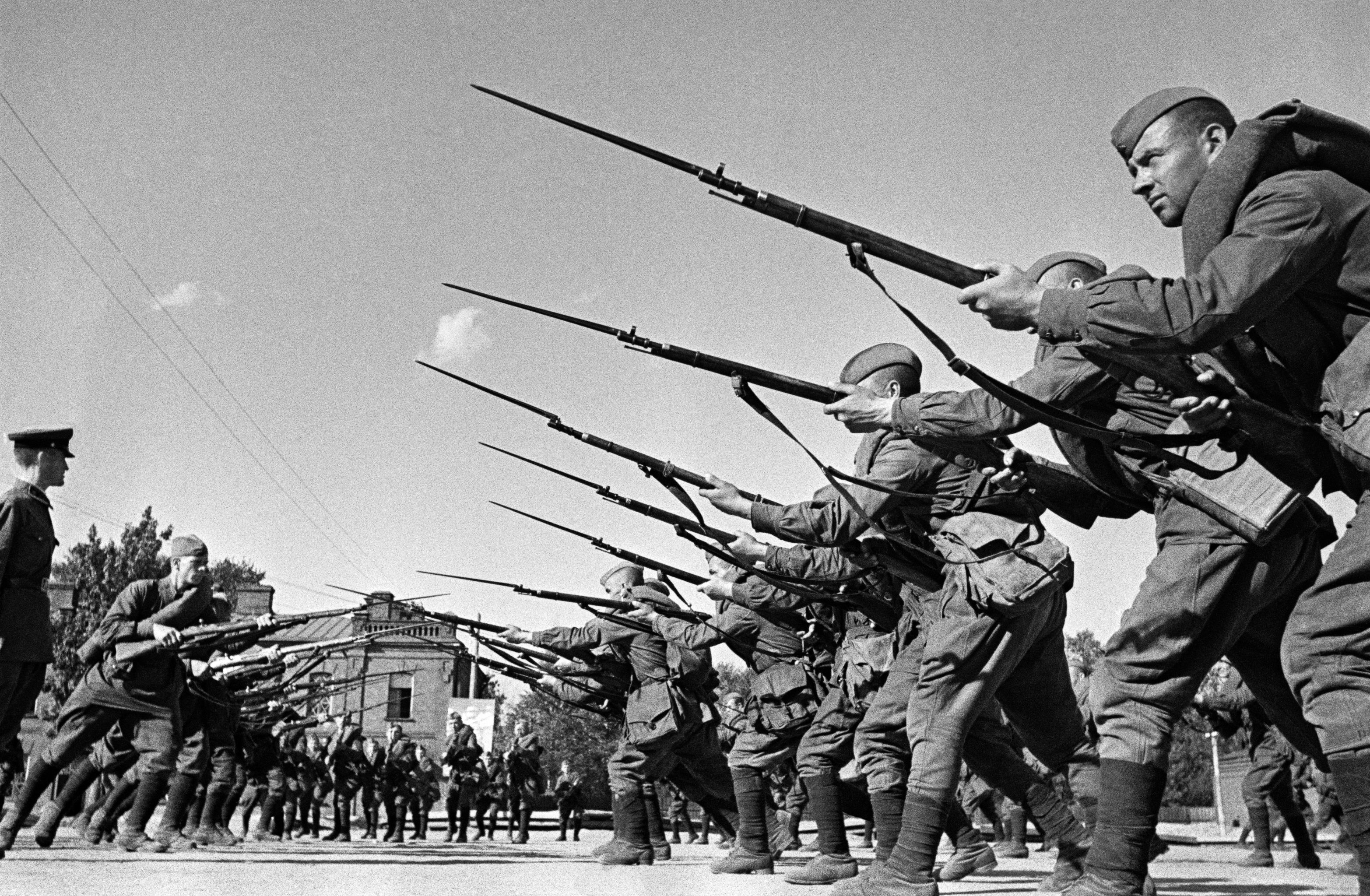
Soldati sovietici in addestramento alla vigilia della campagna dell'estate 1942.

Il 12 maggio 1942 il maresciallo Timošenko diede inizio all'offensiva contro il Gruppo d'armate Sud con il suo potente schieramento di forze cogliendo in parte di sorpresa le difese tedesche e ottenendo importanti successi iniziali. Nel settore settentrionale di Volčansk, la 28ª Armata del generale Rjabišev e la 21ª Armata del generale Gordov attaccarono su un fronte ristretto di soli quindici chilometri difeso dal 17º Corpo d'armata del generale Karl Hollidt, appartenente alla 6ª Armata del generale Paulus, e superarono le linee nemiche nel corso del primo giorno. In realtà in questo settore i sovietici, dopo questo successo iniziale, non riuscirono a ottenere un vero sfondamento: si verificarono notevoli difficoltà logistiche nelle retrovie, l'artiglieria fu solo in parte impiegata e il 3º Corpo di cavalleria della Guardia del generale Krjučenkin, che avrebbe dovuto essere impegnato subito per avanzare in profondità, trattenuto nelle retrovie, non fu pronto fino al 15 maggio.
Inoltre il generale Paulus prese contromisure efficaci e fece intervenire fin dal pomeriggio del 13 maggio sul fianco sud del fronte sovietico a Volčansk la 23. Panzer-Division ed altri reparti di fanteria che frenarono l'attacco nemico. La Luftwaffe, disponendo dei potenti mezzi della 4ª Luftflotte del generale Wolfram von Richthofen rinforzata con gran parte delle formazioni aeree richiamate dalla Crimea, intervenne in sostegno della 6ª Armata e, oltre ad ostacolare i movimenti e l'afflusso dei rifornimenti sovietici, raggiunse la superiorità aerea sul campo di battaglia e colpì le colonne offensive del nemico.
Il 14 maggio il maresciallo Timošenko cercò di riprendere l'avanzata nel settore di Volčansk, impegnando alcune divisioni di fucilieri e brigate corazzate per coprire il fianco minacciato dal contrattacco del generale Paulus; inoltre richiamò reparti aerei da sud per contrastare la superiorità della Luftwaffe. Per tutto il giorno si protrassero violenti scontri, con le forze sovietiche della 28ª Armata e della 21ª Armata che cercavano, supportate più a sud dalla 38ª Armata del generale Moskalenko, di sfondare, e i tedeschi del 17º Corpo d'armata che continuarono a colpire le posizioni degli attaccanti. Gli errori tattici dei comandanti, i ritardi nell'afflusso delle forze mobili e le esitazioni del maresciallo Timošenko che ritardò ad impegnare il 3º Corpo di cavalleria della Guardia, impedirono un successo sovietico nel settore settentrionale dell'offensiva.

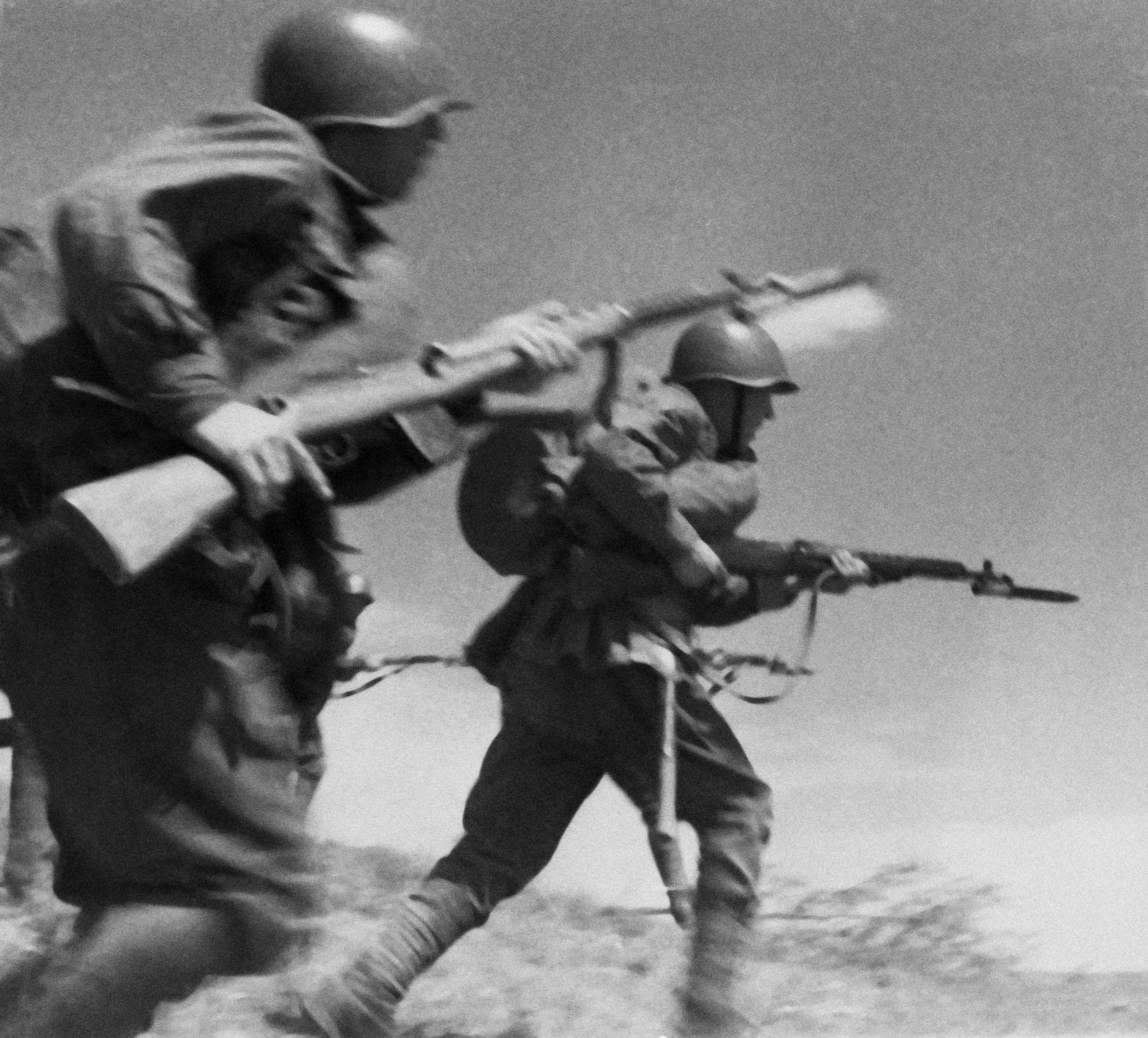
Attacco di fanteria dell'Armata Rossa.

Nel settore meridionale, invece, l'attacco del Fronte Sud-Ovest, supportato sul fianco sinistro dalla 9ª Armata del generale Kharitonov del Fronte Sud del generale Malinovskij ebbe successo, provocò lo sfondamento delle linee nemiche del saliente di Izjum e causò una grave crisi nei comandi tedeschi sorpresi dalla violenza dell'offensiva sovietica. Nel saliente di Izjum le difese tedesche erano affidate all'ala destra della 6ª Armata del generale Paulus, costituita dall'8º Corpo d'armata del generale Walther Heitz e dal 6º Corpo d'armata rumeno che schieravano sei divisioni di fanteria prive di supporto di mezzi corazzati. Fu in questo settore che i sovietici realizzarono i maggiori successi della loro offensiva, penetrando profondamente attraverso le linee nemiche. Preceduti da un potente fuoco di artiglieria e sostenute da numerose brigate corazzate, le divisioni di fucilieri della 6ª Armata del generale Gorodnianskij e del cosiddetto "gruppo Bobkin" passarono all'attacco il 12 maggio e superarono le deboli difese tedesco-rumene sbaragliando una serie di postazioni nemiche. La 454ª Divisione di sicurezza ed una formazione rumena vennero travolte e costrette a ripiegare, 64 cannoni caddero mano sovietica.
Dopo lo sfondamento il 6º Corpo di cavalleria del generale Noskov avanzò in due giorni di quaranta chilometri in profondità puntando, dopo aver respinto alcuni deboli contrattacchi, verso ovest e nord-ovest per aggirare Char'kov da sud. In sostegno della riuscita avanzata della 6ª Armata del generale Gorodnianskij intervenne sulla sinistra anche la 57ª Armata del generale Podlas. Il 15 maggio il comando del maresciallo Timošenko presentò un primo rapporto ottimistico allo Stavka. Le operazioni nel settore del saliente di Izjum avevano raggiunto importanti risultati, il fronte tedesco dava segni di cedimento anche se l'avanzata sovietica era limitata ad un settore ristretto a causa della mancata partecipazione all'offensiva delle forze del Fronte Sud del generale Malinovskij. In realtà la situazione sovietica era pericolosa e la 6ª Armata del generale Gorodnianskij stava esponendo il suo fianco sinistro insufficientemente coperto dalle due armate del Fronte Sud; inoltre il maresciallo Timošenko non prese la decisione di impegnare subito le sue riserve operative, il 21º Corpo carri e il 23º Corpo carri, e quindi non poté sfruttare la rapida avanzata del 6º Corpo di cavalleria.

### Situazione difficile per i tedeschi
Nonostante le carenze tattiche e le difficoltà logistiche evidenziate dalle armate sovietiche, la violenza dell'attacco e la potenza e la quantità delle forze impegnate dall'Armata Rossa provocarono cedimenti in alcuni reparti tedeschi al fronte e innescarono una grave crisi che diede luogo ad una serie di reazioni e di conflitti tra i comandi tedeschi della 6ª Armata e del Gruppo d'armate Sud ed il comando supremo di Hitler e dell'OKH a Rastenburg.

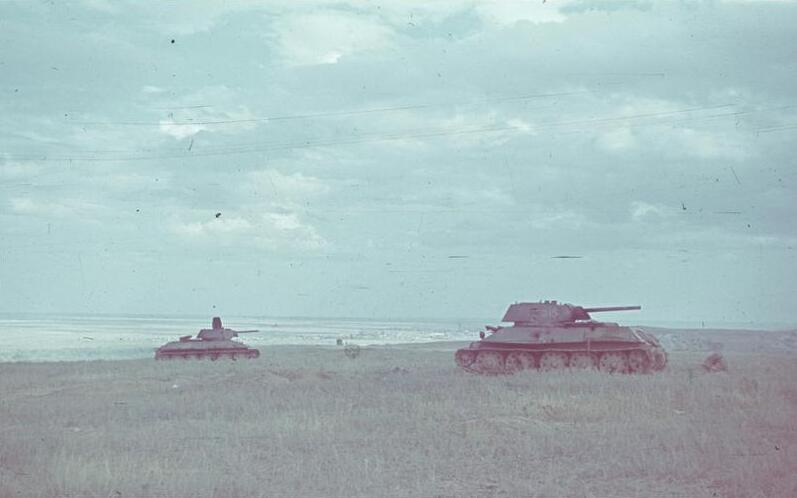
Due carri sovietici T-34 danneggiati ed abbandonati nella steppa

Seriamente preoccupati per l'evoluzione della situazione sul campo, in particolare nel saliente di Izjum dove le forze mobili sovietiche stavano avvicinandosi pericolosamente ai centri di comunicazione di Krasnograd e Merefa, il feldmaresciallo von Bock e il generale Paulus ritennero difficilmente eseguibile l'originario piano "Fridericus" che prevedeva, a partire dal 18 maggio una doppia offensiva da nord e da sud. Al posto della cosiddetta "grande soluzione", il feldmaresciallo von Bock propose la "piccola soluzione". In accordo con il generale Paulus, il comandante del Gruppo d'armate Sud propose la sera stessa del 12 maggio, durante un vivace colloquio telefonico con il capo di stato maggiore, generale Franz Halder, di abbandonare il piano "Fridericus" e di trasferire una parte delle forze mobili assegnate al generale von Kleist per attaccare da sud all'8º Corpo d'armata, sottoposto ad una crescente pressione, per contrastare frontalmente l'avanzata nemica verso Char'kov.
Tuttavia il generale Halder respinse le proposte del feldmaresciallo von Bock, minimizzò la portata dell'offensiva sovietica e confermò la decisione di Hitler di continuare i preparativi dell'attacco a tenaglia del piano "Fridericus" senza lasciarsi distogliere dall'obiettivo principale a causa di difficoltà tattiche momentanee. In questa occasione il generale Halder ed il Führer, in altre occasioni in forte contrasto sulle decisioni strategiche della campagna all'est, concordarono sulla decisione di continuare a preparare l'attacco a tenaglia (la "grande soluzione") ritenendolo in grado di risolvere la situazione a favore della Wehrmacht anche in presenza dell'avanzata sovietica verso Char'kov.
Il 14 maggio la situazione dell'8º Corpo d'armata tedesco del generale Heitz divenne più critica e il generale Paulus, che stava impegnando una parte delle sue riserve meccanizzate di cui era previsto l'utilizzo per l'attacco settentrionale di "Fridericus", per contrattaccare l'attacco secondario sovietico a Volčansk, sollecitò nuovamente l'invio di rinforzi per bloccare l'avanzata nemica verso Char'kov e Poltava. Il feldmaresciallo von Bock, ugualmente preoccupato, comunicò nuovamente al generale Halder la richiesta di rinunciare all'attacco a tenaglia e trasferire tre o quattro divisioni mobili della 1ª Panzerarmee del generale von Kleist per rinforzare l'8º Corpo d'armata. Il generale Halder ribadì il suo rifiuto e Hitler intervenne di persona, telefonando al feldmaresciallo von Bock, invitandolo a resistere e confermando la sua decisione di sferrare al più presto l'operazione "Fridericus" sui fianchi del saliente di Izjum per cogliere di sorpresa le forze sovietiche in avanzata.
Alla fine venne presa la decisione finale, in accordo tra Hitler, il generale Halder ed il feldmaresciallo von Bock, di anticipare di un giorno l'inizio dell'"operazione Fridericus" che quindi sarebbe stata sferrata a partire dal 17 maggio solo nel settore meridionale dal raggruppamento del generale von Kleist, mentre a nord il generale Paulus per il momento avrebbe contrastato gli attacchi sovietici a Volčansk e Krasnograd.

### Operazione Fridericus

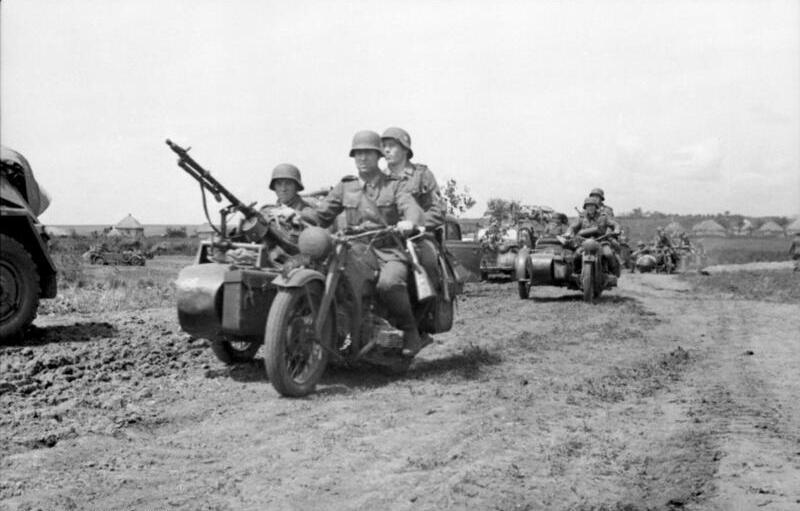
Truppe motorizzate tedesche avanzano nella steppa.

Il 16 maggio le armate sovietiche continuarono gli attacchi in direzione di Char'kov e di Poltava; la situazione delle forze tedesche divenne veramente difficile e mentre il generale Paulus riuscì a bloccare definitivamente l'avanzata su Char'kov facendo intervenire sui fianchi della 28ª Armata del nemico la 3. Panzer-Division e la 71ª Divisione fanteria a sostegno della 23. Panzer-Division, l'avanzata delle forze mobili della 6ª Armata sovietica continuò più a sud superando la resistenza delle divisioni di fanteria dell'8º Corpo d'armata e avvicinandosi a Poltava, sede del quartier generale del feldmaresciallo von Bock. In realtà il maresciallo Timošenko aveva trattenuto in seconda linea le sue forze corazzate di riserva, il 21º Corpo carri e il 23º Corpo carri, troppo a lungo, temendo erroneamente un contrattacco tedesco da nord, a Balakleja, e solo il 17 maggio fece intervenire i due corpi corazzati nel settore della 6ª Armata del generale Gorodniaskij per sostenere il 6º Corpo di cavalleria che marciava verso Poltava. Inoltre la Luftwaffe riuscì a mantenere la superiorità aerea sul campo di battaglia soprattutto a nord, nel settore di Volčansk, dove vennero dirottati gli aerei sovietici, mentre il cuneo di sfondamento meridionale del generale Gorodnianskij non venne supportato dall'aviazione anche a causa del mancato coordinamento con le forze aeree del Fronte Sud del generale Malinovskij.
Il 17 maggio il feldmaresciallo von Bock diede inizio, secondo le direttive di Hitler e del generale Halder, all'operazione "Fridericus"; sferrata con un giorno di anticipo sui piani e in una situazione di crisi sul campo, l'offensiva tedesca sarebbe inizialmente stata condotta dalle sole forze del braccio meridionale della tenaglia, schierate sul lato meridionale della sacca di Izjum: otto divisioni di fanteria, due divisioni corazzate ed una divisione motorizzata raggruppate nella 1ª Panzerarmee del generale Paul Ludwig Ewald von Kleist e nella 17ª Armata del generale Richard Ruoff. L'offensiva sorprese le forze sovietiche della 57ª Armata e della 9ª Armata, appartenenti al Fronte Sud del generale Malinovskij, e raggiunse subito importanti risultati tattici: sulla destra del fronte d'attacco la 257ª Divisione fanteria e la 101ª Divisione leggera raggiunsero il corso del Donec e costituirono una posizione di copertura per la 16. Panzer-Division del generale Hans-Valentin Hube che avanzò in profondità divisa nei kampfgruppe Witzleben, Krumpen e Sieckenius. Il 18 maggio la divisione corazzata, dopo aver respinto alcuni contrattacchi, raggiunse il Donec a sud di Izjum ed i panzer del kampfgruppe Sieckenius (al comando del colonnello Rudolf Sieckenius) girarono subito verso ovest avanzando direttamente al centro della sacca sovietica.

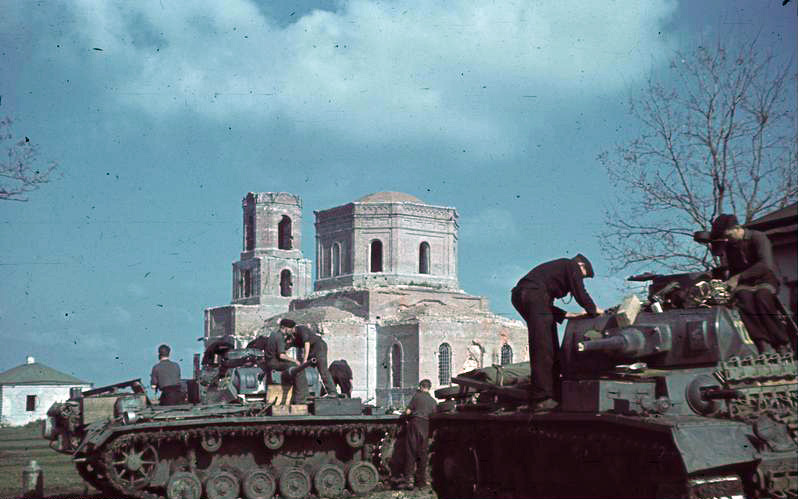
Panzer tedeschi si preparano ad entrare in combattimento.

L'attacco principale tedesco venne sferrato sulla sinistra del fronte d'attacco dal 3º Panzerkorps del generale Eberhard von Mackensen: la 14. Panzer-Division, al comando del generale Ferdinand Heim, superò completamente la resistenza sovietica della 57ª Armata e raggiunse rapidamente Barvenkovo, affiancata dalla 1ª Gebirgs-Division e dalla 100ª Divisione leggera. I reparti corazzati attraversarono le rive paludose del fiume Suhoj-Torez e continuarono ad avanzare verso nord in mezzo a enormi nuvole di polvere della steppa.
L'improvvisa e inattesa controffensiva tedesca mise in allarme i comandi sovietici; il generale Malinovskij fece entrare in azione il 5º Corpo di cavalleria per rinforzare la 9ª Armata del generale Kharitonov che disponeva di sole quattro divisioni di fucilieri, mentre la 38ª Armata del generale Moskalenko passò sulla difensiva; nella serata del 17 maggio, il maresciallo Timošenko chiese rinforzi allo Stavka. Al comando supremo di Mosca ed al Quartier generale del Fronte Sud-Ovest si succedettero accese discussioni riguardo alle misure da prendere e l'eventuale necessità di interrompere l'offensiva su Char'kov; il generale Vasilevskij, sostituto del Capo di Stato Maggiore, il maresciallo Šapošnikov, propose a Stalin di interrompere l'attacco e riportare indietro le riserve corazzate per bloccare la pericolosa avanzata tedesca sul fianco meridionale. La notte del 17 maggio Stalin parlò al telefono con il maresciallo Timošenko, il comandante sovietico rassicurò sulla solidità del suo fronte e quindi il dittatore trascurò il consiglio del generale Vasilevskij. Il 18 maggio la situazione delle armate sovietiche peggiorò sensibilmente; il maresciallo Timošenko decise di rischierare il 21º Corpo carri del generale Kuzmin e il 23º Corpo carri del generale Puškin verso sud-est per contrastare l'avanzata delle Panzer-Division ma non interruppe l'offensiva della 6ª Armata del generale Gorodnianskij.

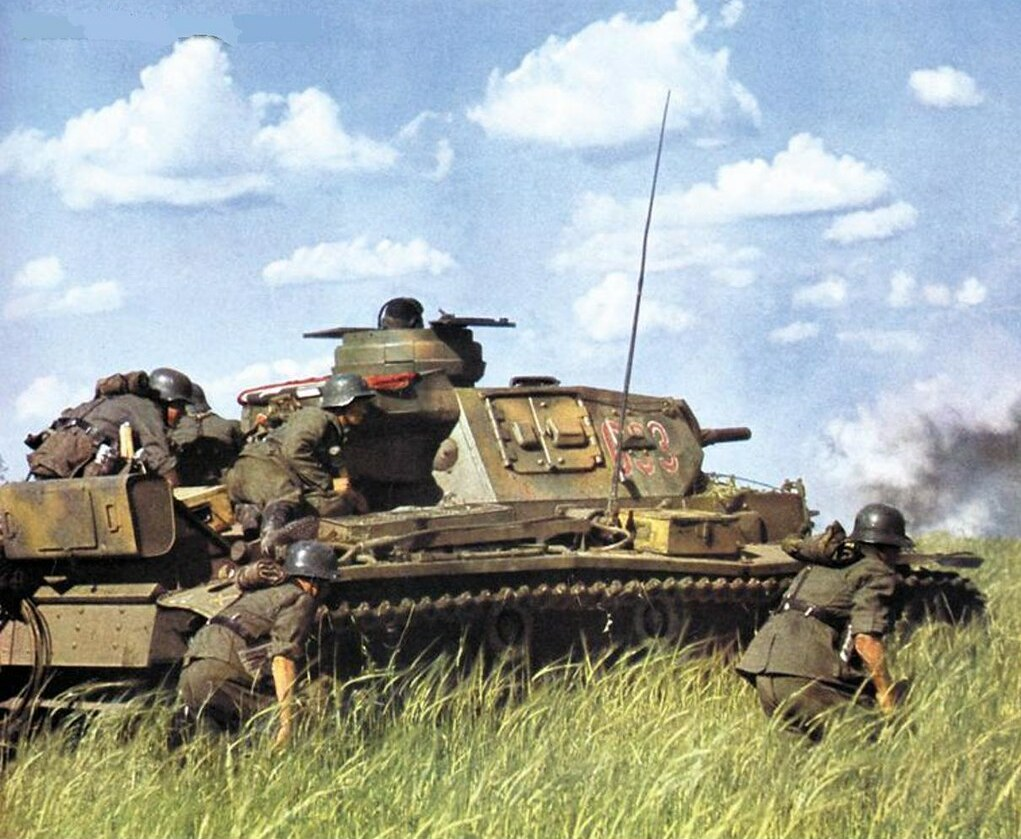
Soldati tedeschi e carri armati Panzer III in combattimento sul fronte orientale.

L'intervento dei due corpi corazzati sovietici non ottenne risultati; la 14. Panzer-Division, rinforzata dal kampfgruppe Sieckenius della 16. Panzer-Division, respinse una serie di contrattacchi e continuò ad avanzare verso nord, mentre su ordine del feldmaresciallo von Bock, il 19 maggio il comandante della 6ª Armata, generale Paulus, dopo aver stabilizzato la situazione nel settore di Volčansk, costituì agli ordini del 51º Corpo d'armata del generale Walther von Seydlitz-Kurzbach un raggruppamento costituito da una parte della 3. Panzer-Division, della 23. Panzer-Division e della 44ª Divisione fanteria per contrattaccare a sua volta da Balakleja in direzione delle colonne dei carri armati tedeschi del generale von Kleist. Durante la giornata del 18 maggio il generale Vasilevskij aveva cercato senza successo in due occasioni, sollecitato anche ad intervenire dal commissario politico del Fronte Sud-ovest, Nikita Chruščёv, di convincere Stalin ad interrompere l'offensiva ed ordinare la ritirata generale. Solo nella serata del 19 maggio il maresciallo Timošenko finalmente prese la decisione, autorizzata anche da Stalin, di arrestare l'avanzata verso ovest e raggruppare tutte le sue forze per aprirsi un varco verso est ed evitare un accerchiamento. A quel punto la 6ª Armata del generale Gorodnianskij e la 57ª Armata del generale Podlas erano già in grave pericolo.
La 14. Panzer-Division, dopo aver affrontato e respinto le forze corazzate sovietiche di riserva, continuò ad avanzare verso nord, superò il fiume Bereka ed il 22 maggio raggiunse Barajk dove si congiunse con i primi reparti della 44ª Divisione fanteria della 6ª Armata del generale Paulus. Quasi contemporaneamente anche le formazioni della 3. Panzer-Division (kampfgruppe Breith) e della 23. Panzer-Division si collegarono ad Andreevka con i carri armati della 16. Panzer-Division che il generale von Mackensen aveva spinto verso nord-ovest. In questo modo la manovra a tenaglia dell'operazione Fridericus si era chiusa e le truppe sovietiche del maresciallo Timošenko erano accerchiate e isolate in una grande sacca

### Distruzione delle truppe sovietiche accerchiate
Le forze sovietiche accerchiate appartenevano alla 6ª Armata del generale Gorodniaskij, alla 57ª Armata del generale Podlas ed al gruppo "Bobkin"; il generale Kostenko, vice comandante del Fronte Sud-Ovest, prese il comando di questo raggruppamento e cercò di aprire un varco per le sue truppe che ripiegarono verso est e attaccarono con grande determinazione. I reparti sovietici sferrarono una serie di attacchi in massa con la fanteria, con la cavalleria e con i carri armati che si sacrificarono con attacchi frontali per cercare di sfuggire dalla trappola; gli attacchi disperati continuarono anche di notte alla luce dei razzi illuminanti sparati dalle truppe tedesche per individuare i soldati nemici all'assalto.
Il comando tedesco riorganizzò rapidamente il suo schieramento per schiacciare le truppe sovietiche accerchiate. Il generale Paulus organizzò, con le divisioni del 51º Corpo d'armata del generale Seydlitz-Kurzbach, gli sbarramenti per fermare i tentativi di sortita della sacca verso nord-est, mentre il generale von Kleist affidò al generale von Mackensen un complesso di forze schierato in direzione ovest con la 60ª Divisione motorizzata, la 380ª e 389ª Divisione fanteria, la 100ª Divisione leggera. Il generale von Mackensen inoltre rafforzò opportunamente il suo fronte posizionando in seconda linea come riserva tattica la 1ª Gebirgs-Division, da impiegare per eventuali emergenze sul campo.

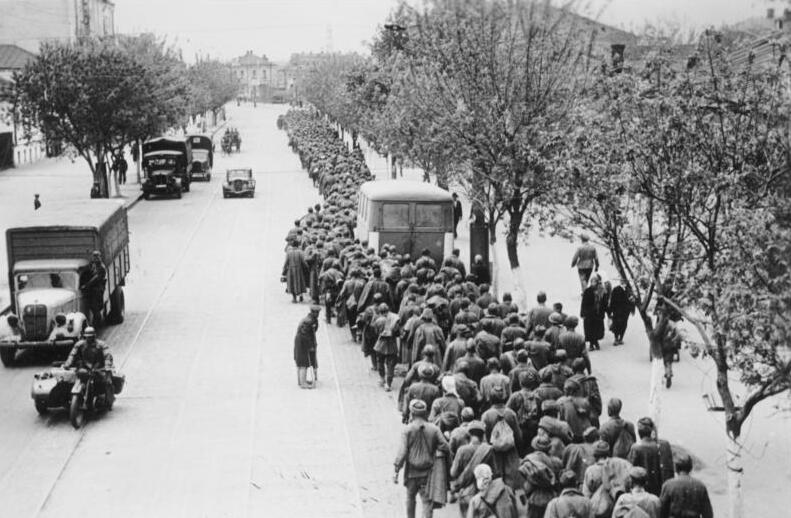
Colonne di prigionieri sovietici catturati nella seconda battaglia di Char'kov.

Dopo una serie di disperati attacchi falliti delle truppe sovietiche in vari punti del perimetro per cercare di sfuggire dall'accerchiamento, il 26 maggio un attacco in massa riuscì a mettere in difficoltà lo sbarramento tedesco del generale von Mackensen ed a penetrare nelle linee della 60ª Divisione motorizzata e della 389ª Divisione fanteria. I soldati sovietici avanzarono con grande decisione in direzione della strada maestra per Izjum ma a questo punto si trovarono di fronte il secondo sbarramento della 1ª Gebirgs-Division che, schierata a est di Losovenka, venne rafforzata da alcuni reparti della 384ª Divisione fanteria. Inoltre gli aerei del 4° Fliegerkorps intervennero in modo efficace, disperdendo e disorganizzando le colonne sovietiche allo scoperto.
Gli scontri finali, particolarmente violenti, continuarono per tre giorni e si accesero anche durante la notte quando i soldati sovietici, che tentavano di sfruttare l'oscurità con attacchi in massa sostenuti da piccoli gruppi di carri armati, vennero decimati, alla luce dei razzi illuminanti, dal fuoco incrociato delle linee tedesche della 1ª Gebirgs-Division che in alcuni punti dovette anche impegnarsi in sanguinosi combattimenti a distanza ravvicinata. Malgrado la disperata decisione dimostrata dalle truppe e dai comandanti accerchiati nella sacca, le forze sovietiche, pur mettendo in difficoltà in alcuni punti gli sbarramenti tedeschi, finirono per essere progressivamente frantumate e annientate dalla potenza convergente delle divisioni dei generali Paulus e von Kleist.
Alcuni gruppi isolati di truppe sovietiche riuscirono a rompere l'anello d'accerchiamento ed a ripiegare in salvo; in particolare il generale Batyunija sfuggì alla trappola con una parte della 38ª Armata, ma la massa delle armate accerchiate venne distrutta entro il 28 maggio. Il generale Kostenko (comandante superiore delle forze sovietiche nella sacca) ed il generale Podlas, comandante della 57ª Armata, rimasero uccisi negli scontri, mentre il comandante della 6ª Armata, il generale Gorodnianskij, capace ufficiale e valoroso combattente già alla battaglia di Smolnesk, molto apprezzato dalle truppe, preferì suicidarsi per evitare la cattura.

## Bilancio
(Rapporto del generale Eberhard von Mackensen, comandante del 3º Panzerkorps, dopo la Seconda battaglia di Char'kov)
La cosiddetta "seconda battaglia di Char'kov" terminò quindi, dopo una fase iniziale apparentemente favorevole ai sovietici, con una dura disfatta dell'Armata Rossa che subì la perdita di due armate in piena efficienza e di un numero molto elevato di carri armati e materiali bellici moderni. Le fonti tedesche rivendicarono la distruzione di 22 divisioni di fucilieri, sette divisioni di cavalleria e 15 brigate corazzate con la cattura di 239 000 prigionieri e la distruzione di 1 250 mezzi corazzati e di 2 026 pezzi di artiglieria. Dalle fonti sovietiche si rilevano dati parzialmente diversi ma che confermano nel complesso la gravità della disfatta subita; l'Armata Rossa avrebbe perso da 18 a 20 divisioni, 170 000 morti e prigionieri, 652 carri armati, 4 934 cannoni e mortai.
Il generale von Kleist valutò direttamente sul posto le perdite del nemico e descrisse, nel suo rapporto, un campo di battaglia coperto di cadaveri sovietici e di mezzi distrutti, mentre il generale Paulus, la cui 6ª Armata catturò da sola nel corso dell'ultima fase oltre 100 000 prigionieri, commentò con il figlio, ufficiale delle Panzertruppen, i brillanti risultati conseguiti dalle sue unità corazzate ma manifestò anche sorpresa per le capacità di recupero e di sostenere le perdite da parte sovietica. Anche il generale von Mackensen evidenziò, dopo aver esaltato il valore, lo spirito combattivo e l'abilità dei suoi soldati, il carattere estremamente violento della battaglia, l'aspra resistenza offerta dai sovietici, la loro grande decisione e spirito di sacrificio.

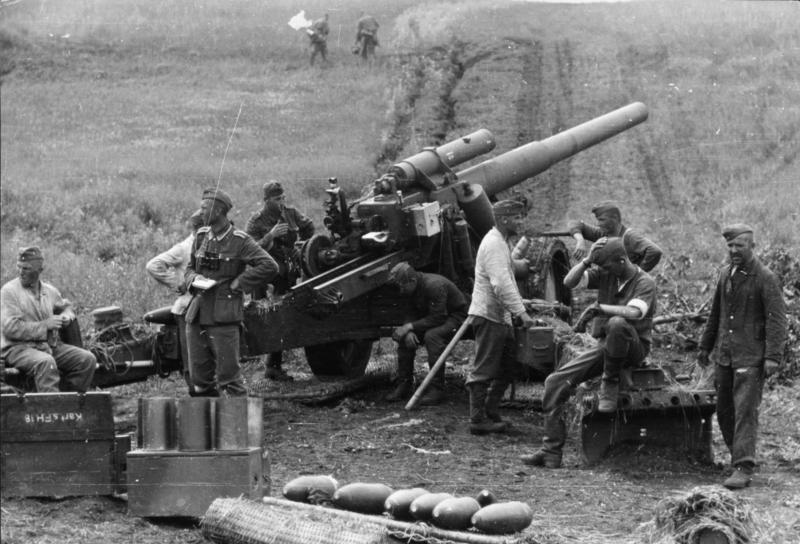
Pezzo di artiglieria pesante campale tedesca in azione sul fronte orientale.

La grave disfatta provocò accesi contrasti nella dirigenza politico-militare sovietica; nel suo rapporto conclusivo il maresciallo Timošenko ammise gli errori di valutazione compiuti, mentre in sede di polemica politica nel dopoguerra Nikita Chruščёv (all'epoca responsabile politico del Fronte Sud-Ovest) diede una ricostruzione in parte tendenziosa dei fatti allo scopo di ingigantire la portata delle responsabilità di Stalin nell'ostinata decisione di non interrompere subito l'offensiva e di ritardare troppo la ritirata. Nelle sue memorie il maresciallo Georgij Žukov invece escluse che durante le riunioni al vertice, a cui egli era presente, il comando del Fronte Sud-ovest avesse presentato rapporti allarmistici sulla situazione. Sulle motivazioni di Stalin alcuni autori hanno invece evidenziato anche le responsabilità dei suoi consiglieri militari al massimo livello; in parte le sue decisioni possono essere state dettate dalla volontà di logorare a tutti i costi i tedeschi, impegnandoli in scontri prolungati e sanguinosi in regioni periferiche dell'Unione Sovietica, lontane dal settore di Mosca, particolarmente temuto dal dittatore. Inoltre può aver contribuito alle decisioni strategiche sovietiche la sottovalutazione da parte dello Stavka e di Stalin della potenza della Wehrmacht dopo il fallimento della battaglia di Mosca.
Di fatto la grave sconfitta, tra le più pesanti subite dall'Armata Rossa durante la seconda guerra mondiale, contribuì ad indebolire in modo sostanziale le forze sovietiche nel settore meridionale del fronte orientale favorendo la riuscita della prima fase dell'offensiva tedesca d'estate. La disfatta, giunta inattesa dopo la serie di successi invernali, provocò, insieme alle successive sconfitte in Crimea e sul Donec, un pericoloso indebolimento del morale delle truppe e dei comandanti e si evidenziarono anche segni di scoramento tra la popolazione spingendo Stalin ad una riorganizzazione complessiva della catena di comando e delle strutture di controllo politico all'interno dell'esercito e del paese, ad un rafforzamento della disciplina ed a un potenziamento della propaganda di odio verso il nemico.

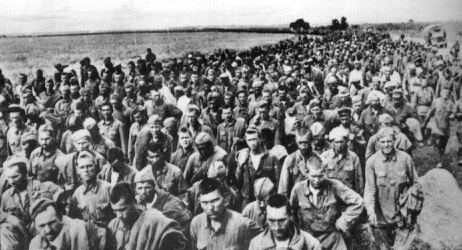
Prigionieri sovietici catturati durante la battaglia.

La grande vittoria conseguita a Char'kov sembrò confermare l'ottimismo di Hitler, già delineato nella sua direttiva n. 41 del 5 aprile 1942, il Führer continuò a ritenere indebolite in modo decisivo le forze nemiche e quindi raggiungibili i grandi obiettivi previsti dal piano Blau. Nonostante l'opinione più scettica e realistica del generale Halder e dello stato maggiore generale, anche gli ufficiali sul campo e lo stesso generale Paulus (che ottenne fama e prestigio per la sua azione di comando nella battaglia di Char'kov) sembrarono condividere almeno in parte questo ottimismo. In particolare il comandante della 6ª Armata rimase impressionato dalla decisione mostrata dal Führer e dalla sua giusta comprensione delle migliori decisioni tattiche da prendere nelle difficili circostanze iniziali dei combattimenti. Anche tra le truppe, sollevate dall'arrivo della stagione estiva e dal nuovo e più moderno equipaggiamento fornito ai reparti, si diffuse la fiducia dopo la serie di vittorie e le gravi perdite inflitte al nemico; quindi, alla vigilia dell'operazione Blu, la situazione del Gruppo d'armate Sud del feldmaresciallo von Bock appariva molto favorevole di fronte al fortemente indebolito schieramento del maresciallo Timošenko.
A partire dal 28 giugno le Panzer-Division iniziarono una nuova grande avanzata verso il Caucaso e la città di Stalingrado e per un momento sembrarono vicine a provocare il collasso definitivo del nemico; presto tuttavia la realtà del fronte e la rapida e potente ripresa dell'Armata Rossa avrebbero cambiato completamente la situazione sul campo. A Stalingrado proprio gran parte delle divisioni vittoriose a Char'kov (tra cui la 14. Panzer-Division, la 16. Panzer-Division, la 60ª Divisione motorizzata, la 44ª, 71ª, 384ª e 389ª Divisione fanteria) sarebbero rimaste accerchiate in autunno dalla controffensiva sovietica iniziata il 19 novembre 1942 e, dopo una lunga battaglia, sarebbero state totalmente distrutte all'inizio del nuovo anno 1943, concludendo con una catastrofe decisiva il ciclo di operazioni brillantemente iniziato a Char'kov. Il loro comandante, il generale Friedrich Paulus sarebbe stato catturato dai sovietici insieme ai resti della 6ª Armata.